# Nellis Air Force Base Complex
Nellis Air Force Base Complex (förkortat Nellis AFB Complex eller NAFB Complex) är ett amerikanskt militärt övnings- och testområde. Luftrummet över området är uppdelat i fyra olika luftrum; R-4806, R-4807, R-4808 och R-4809 och markytan i två områden,  Nevada Test and Training Range och Nevada National Security Site. År 1940 började man testa  bomber och flygplan på området, som förvärvades av federala myndigheter med början 1941. 
Homey Airport (Area 51), Tonopah Test Range Airport (Area 52) och Creech Air Force Base är några av de anläggningar som finns på området. Nellis Air Force Base ingår administrativt i området, även om det geografiskt ligger utanför dess gräns. 
Området är stängt för allmänheten och vaktas av privata vaktbolag. Inom området finns sex större militärflygplatser och flera mindre flygfält. Totalt finns mer än 100 olika anläggningar.

## Geografi
Området är ungefär 33 000 km² (3 miljoner acres) stort och ligger i Nye County, Nevada. Området sträcker sig mellan Route 95 i väst (och söder) till Route 93 i öst, samt i norr upp till Route 6. Den största delen av området är platt uttorkad sjöbädd, öken och bergskedjor. Den södra delen av området ligger i Mojaveöknen och hela området ligger i Great Basin Desert. Inom norra delen av området ligger Cactus Flat, Groom Lake Valley, södra Railroad Valley och Sand Springs Valley. I söder finns Jackass Flats. Området går delvis över Desert National Wildlife Range till sydost.
Runt om området är det glesbebyggt. Det finns inga större städer utan endast mindre byar.  

### Områdets gränser
| Karta över Nellis Air Force Base Complex | Karta över Nevada National Security Site | Karta över Nevada Test and Training Range |

## Historia

### 1940–1950

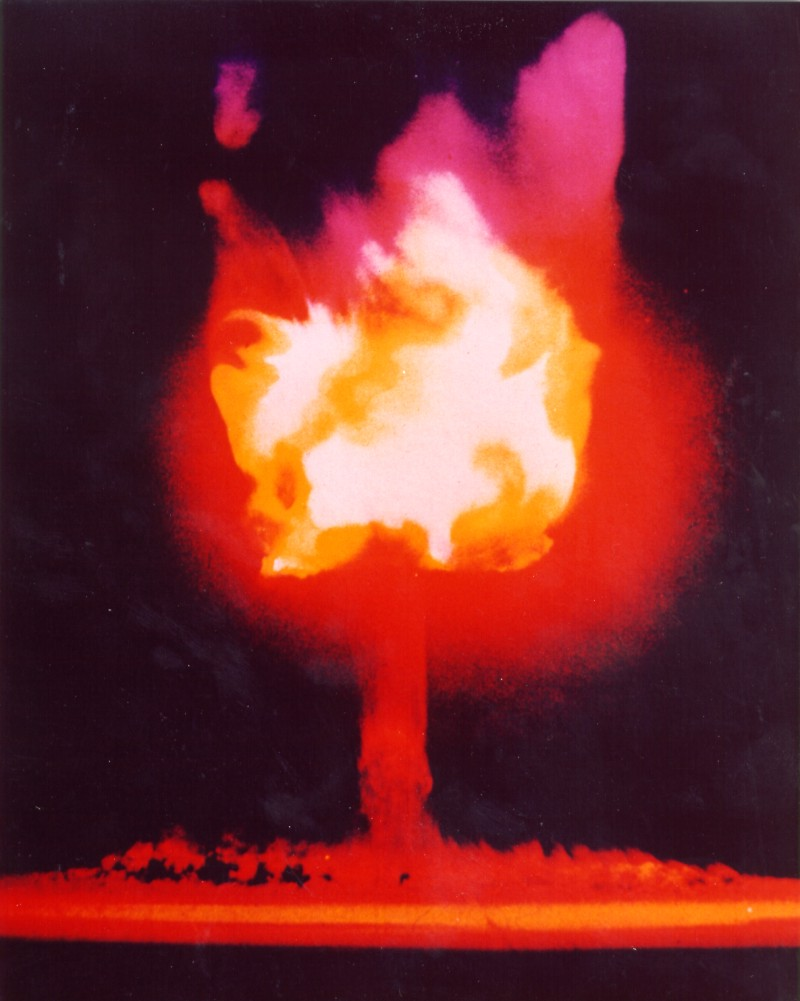
Operation Ranger - Det första atombombstestet vid Nevada National Security Site.

År 1941 – under andra världskriget – valde den federala statsmakten att förvärva ett landområde som döptes till "Tonopah Bombing Range", och inom området fanns det "Tonopah General Bombing Range" och "Las Vegas General Range". 1942 fick USA:s krigsdepartement förvalta marken och man valde då att dela in hela området i mindre numrerade områden, de fick namnen "area" följt av ett nummer (ex. Area 1, Area 25 och Area 52). Därav namnet "Area 51" för Homey Airport. I början på 1950 blev hela området "Gunnery Range of the Tonopah Air Force Base". Den 18 december 1950 godkände den dåvarande presidenten Harry S. Truman ett förslag om att ett område inom "Gunnery Range of the Tonopah Air Force Base" skulle bli Nevada National Security Site (tidigare Nevada Test Site och Nevada Proving Grounds). Området bytte då namn igen till "Nellis Air Force Base Complex". Operation Ranger var det första atombomb som testades på området. Program med bombtestning som tidigare hade skett i New Mexico flyttades till Nevada.

### 1950–1960
1950 upprättade man Base Camp Mercury (uppkallad efter kvicksilvergruvorna i området), det skulle då vara enkla temporära bostäder för arbetare som blivit placerade i området. 1951 insåg den administrativa ledningen av området att man behövde utöka det läger som fanns. I samband med att det kom mer personal till anläggningarna ökade efterfrågan av bostäder. 6,7 miljoner $ investerades och man byggde en by med kontor, bostäder och andra faciliteter som finns i vanliga civila städer. Lägret bytte namn och blev formellt Mercury, Nevada.

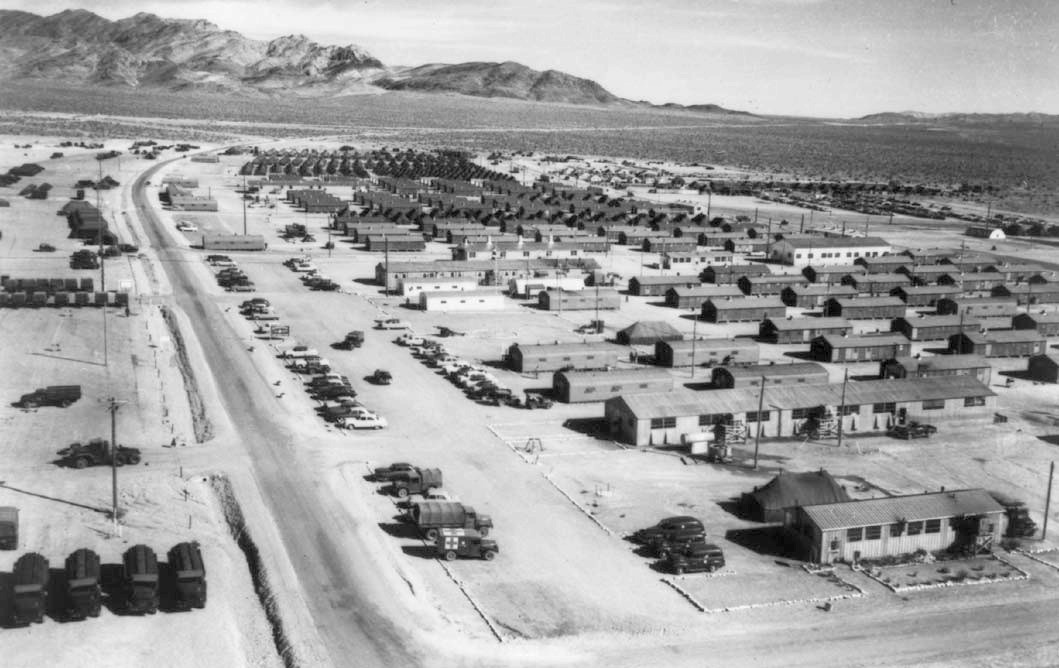
Camp Desert Rock

18 september 1951 stod Camp Desert Rock färdigt. Det var ett militärläger som skulle fungera som bostäder för militär som jobbade på Nevada Proving Grounds. 1963 byggdes ett flygfält bredvid lägret för att göra det möjligt för dåvarande president John F. Kennedy att resa till lägret. 1964 stängdes lägret formellt. 1957 anlades en start- och landningsbana 50 km sydost om Tonopah, Nevada, som sedan blev Tonopah Test Range Airport.

### 1960–1970
I början på 1960-talet startades flera program vars syfte var att testa, undersöka och utvärdera utländska krigsfordon. De flesta av dessa var sovjetiska flygplan, såsom MiG-17F, MiG-21 och MiG-23. Som en följd skapades det ett förband som endast flög flygplan av typen MiG. De flesta av dessa programmen skedde vid Tonopah Test Range Airport.
Mellan 1964 och 1984 forskade Environmental Protection Agency (EPA) om mejeri- och köttprodukters påverkan av radioaktivitet och andra farliga gods. Under forskningsperioden hade man en nötkreaturs- och grisfarm inom området (Area 15). Farmanläggningen användes även som utbildningsplats för "Radiological Emergency Response Course".

### 1970–
1992 avvecklades många testprogram, och som följd flyttade mycket personal från området. Vid denna tid hade 1021 atombombstester skett inom området.
I juni 2018 spreds det ett facebookevent där man skämtade om att storma Nellis Air Force Base Complex, mer specifikt Area 51. Som en följd meddelade USA:s flygvapen och påmindr allmänheten om att intrång på militärområdet är strängt förbjudet. Det meddelades att USA:s flygvapen "kommer alltid att stå redo för att skydda Amerika och dess tillgångar".
Idag används området inte för atombombstester, men i undantagstillstånd kan området användas för det igen. Delar av området är idag öppet för guidade turer, men det är förbjudet med kameror, kikare och mobiltelefoner. Det är även förbjudet att ta med stenar och andra föremål som souvenirer.

## Militära program
Utvalda program som skett vid Nellis Air Force Base complex.
- 1951 - Första testet av atombomber som skett vid Nevada National Security Site, det har namnet Operation Ranger.
- 1955 - Utveckling och tillverkning av Lockheed U-2  vid Area 51.[16]
- 1957 - Test av atombomber under Operation Plumbbob spred en stor mängd radioaktivt sönderfall som påverkar civilbefolkningen.[17]
- 1959 - OXCART var ett program med fokus på anti-radardesign som testades vid Area 51.[18]
- 1962 - Utveckling och tillverkning av D-21 Tagboard vid Area 51.[19]
- 1962 - Operation Storax "Sedan-testet" (del av Operation Plowshare) testar en atombomb med en effekt på 440TJ.
- 1978 - Utveckling och testning av Lockheed F-117 Nighthawk vid Area 51.[20]

## Anläggningar
Några anläggningar inom området.

### Flygplatser
| Område (Namn)              | Plats                                                 | Förvaltare | Delområde | Status        | Användning |
| -------------------------- | ----------------------------------------------------- | ---------- | --------- | ------------- | --- |
| Homey Airport              | 37°14′13.5″N 115°48′06.2″V / 37.237083°N 115.801722°V | USAF       | NTTR      | Aktiv;1955-nu | Även kallat Area 51. En militärflygplats som testar och utvecklar militärflygplan. Exempel på program är U-2, OXCART och D-21. |
| Creech Air Force Base      | 36°35′21.6″N 115°40′18.1″V / 36.589333°N 115.671694°V | USAF       | NTTR      | Aktiv;1942-nu | Flygbas med fokus på drönaroperationer och träningsområde för USAF Thunderbirds.                                               |
| Desert Rock Airport        | 36°37′21.1″N 116°01′48.6″V / 36.622528°N 116.030167°V | DOE        | NNSS      | Aktiv;1951-nu | Flygplats nära Desert Rock Camp.                                                                                               |
| Mellan Airstrip            | 37°41′16.4″N 116°37′50.8″V / 37.687889°N 116.630778°V | USAF       | NTTR      | Aktiv;1943-nu | Är en äldre landnings- och startbana nära Tonopah Test Range airport. Idag används den för övning med C-130 och C-17.          |
| Nellis Air Force Base      | 36°14′06.2″N 115°02′07.5″V / 36.235056°N 115.035417°V | USAF       | Utanför   | Aktiv;1941-nu | Flygbas i nordöstra Las Vegas.                                                                                                 |
| Pahute Mesa Airstrip       | 37°06′06.0″N 116°18′46.9″V / 37.101667°N 116.313028°V | DOE        | NNSS      | Aktiv;1941-nu | Landnings- och startbana nära Mercury, Nevada.                                                                                 |
| Tonopah Test Range Airport | 37°47′54.1″N 116°46′27.2″V / 37.798361°N 116.774222°V | USAF       | NTTR      | Aktiv;1957-nu | Militärflygplats för tester och forskning kopplat till försvarsindustrin.                                                      |
| Yucca Airstrip             | 36°56′04.3″N 116°00′21.2″V / 36.934528°N 116.005889°V | DOE        | NNSS      | Aktiv;2005-nu | Landnings- och startbana som används av Lockheed-Martin Aerial Operations Facility.                                            |

### Testområde
| Område (Namn)                                | Plats                                                   | Förvaltare | Delområde | Status            | Användning |
| -------------------------------------------- | ------------------------------------------------------- | ---------- | --------- | ----------------- | --- |
| BACHUS                                       | 37°11′48.4″N 116°9′30.24″V / 37.196778°N 116.1584000°V  | DOE        | NNSS      | Aktiv;Okänt       | Hemlig anläggning för biokrigföringssimulation.                                                                       |
| Big Explosives Experimental Facility         | 37°05′46.0″N 116°5′33.43″V / 37.096111°N 116.0926194°V  | DOE        | NNSS      | Aktiv;1950-nu     | Anläggning för bombtester.                                                                                            |
| EPA Experimental Dairy Farm                  | 37°12′29.8″N 116°2′25.33″V / 37.208278°N 116.0403694°V  | EPA        | NNSS      | Stängd;1964-1984  | Var en tidigare nötkreaturs- och grisfarm där EPA forskade om radioaktivitet i mejeriprodukter.                       |
| Fortune Training Area                        | 36°59′12.8″N 116°2′27.82″V / 36.986889°N 116.0410611°V  | DOE        | NNSS      | Aktiv;Okänt       | Testanläggningen för forskning om byggandet av bombanläggningar.                                                      |
| JASPER                                       | 36°46′29.86″N 116°7′1.31″V / 36.7749611°N 116.1170306°V | DOE        | NNSS      | Aktiv;1999-nu     | Anläggningen för tvåstegs lättgas-vapen för chockexperiment.                                                          |
| National Criticality Experiments Research    | 36°53′53.77″N 116°2′53.3″V / 36.8982694°N 116.048139°V  | DOE        | NNSS      | Aktiv;Okänt       | Aktiv inom säkerhetsuppdrag med fokus på radioaktiva material. Anläggningens styrs av Los Alamos National Laboratory. |
| Nonproliferation Test and Evaluation Complex | 36°48′4.97″N 115°57′2.70″V / 36.8013806°N 115.9507500°V | DOE        | NNSS      | Aktiv;2014-nu     | Forskning kring hantering av utspillt farligt gods. Tidigare namn "Hazmat Spill Test Facility".                       |
| Tonopah Test Range                           | 37°50′36.2″N 116°43′47.7″V / 37.843389°N 116.729917°V   | USAF       | NTTR      | Aktiv;1957-nu     | Även kallat Area 52. Är ett forskningsområde. Sandia National Laboratories är verksamma här.                          |
| U1a Testing Complex                          | 37°0′29.48″N 116°3′32.18″V / 37.0081889°N 116.0589389°V | DOE        | NNSS      | Aktiv;1992-2012   | Underjordiskt laboratorium som används för tester.                                                                    |
| U16b Testing Complex                         | 37°1′20.8″N 116°10′55.31″V / 37.022444°N 116.1820306°V  | DOE        | NNSS      | Stängd;Okänt-2007 | Ingång till en underjordisk anläggning. Anläggningen blev aldrig klar.                                                |

### Övningsområde
| Område (Namn)                              | Plats                                                  | Förvaltare | Delområde | Status           | Användning                                                                                               |
| ------------------------------------------ | ------------------------------------------------------ | ---------- | --------- | ---------------- | --- |
| Counter Terrorism Operations Training Area | 37°3′9.47″N 116°6′11.09″V / 37.0526306°N 116.1030806°V | DOE        | NNSS      | Aktiv;2001-nu    | Övningsområde för realistiska krissituationer med farliga material. Används delvis av Homeland Security. |
| Eastman Airfield Target                    | 37°22′0″N 116°50′0″V / 37.36667°N 116.83333°V          | USAF       | NTTR      | Okänt;1974-Okänt | Övningsområde med två enkla repliker av Sovjetiska Altes Lager-militärbas.                               |
| Kawich Airfield Target                     | 37°31′31.3″N 116°11′47.9″V / 37.525361°N 116.196639°V  | USAF       | NTTR      | Okänt;1974-Okänt | Övningsområde med en enkel replika av Altenburg Air Base.                                                |
| Point Bravo Electronic Combat Range        | Större område                                          | USAF       | NTTR      | Aktiv;Okänt      | Övningsområde i södra Nevada Training and Test range.                                                    |
| Tolicha Peak Electronic Combat Range       | 37°18′30.2″N 116°46′57.7″V / 37.308389°N 116.782694°V  | USAF       | NNSS      | Aktiv;Okänt-nu   | Övningsområde i Nevada Training and Test range.                                                          |

### Övriga anläggningar
| Område (Namn)                              | Plats                                                     | Förvaltare | Delområde | Status        | Användning                                                               |
| ------------------------------------------ | --------------------------------------------------------- | ---------- | --------- | ------------- | ------------------------------------------------------------------------ |
| Atlas Pulse Power Facility                 | 36°58′48.″N 116°2′22.74″V / 36.98000°N 116.0396500°V      | DOE        | NNSS      | Aktiv;2003-nu | Altas Pulse Power Facility                                               |
| Device Assembly Facility                   | 36°53′53.77″N 116°2′53.3″V / 36.8982694°N 116.048139°V    | DOE        | NNSS      | Aktiv;1992-nu | Anläggning för montering och färdigställande av bomber innan testning.   |
| Lockheed-Martin Aerial Operations Facility | 36°55′36.9″N 116°0′27.18″V / 36.926917°N 116.0075500°V    | DOE        | NNSS      | Aktiv;2011-nu | Test- och tillverkningsområde för drönare. Används av Lockheed Martin.   |
| Mercury                                    | 36°39′33.84″N 115°59′47.11″V / 36.6594000°N 115.9964194°V | DOE        | NNSS      | Aktiv;1950-nu | En stad som anställda inom NNSS bor i. Staden är stängd för allmänheten. |
| Yucca Mountain Nuclear Waste Repository    | 36°49′44.4″N 116°26′11.7″V / 36.829000°N 116.436583°V     | DOE        | NNSS      | Aktiv;1987-nu | Förvaringsanläggning av radioaktivt och annat miljöfarligt material.     |